# وادي الفلاح

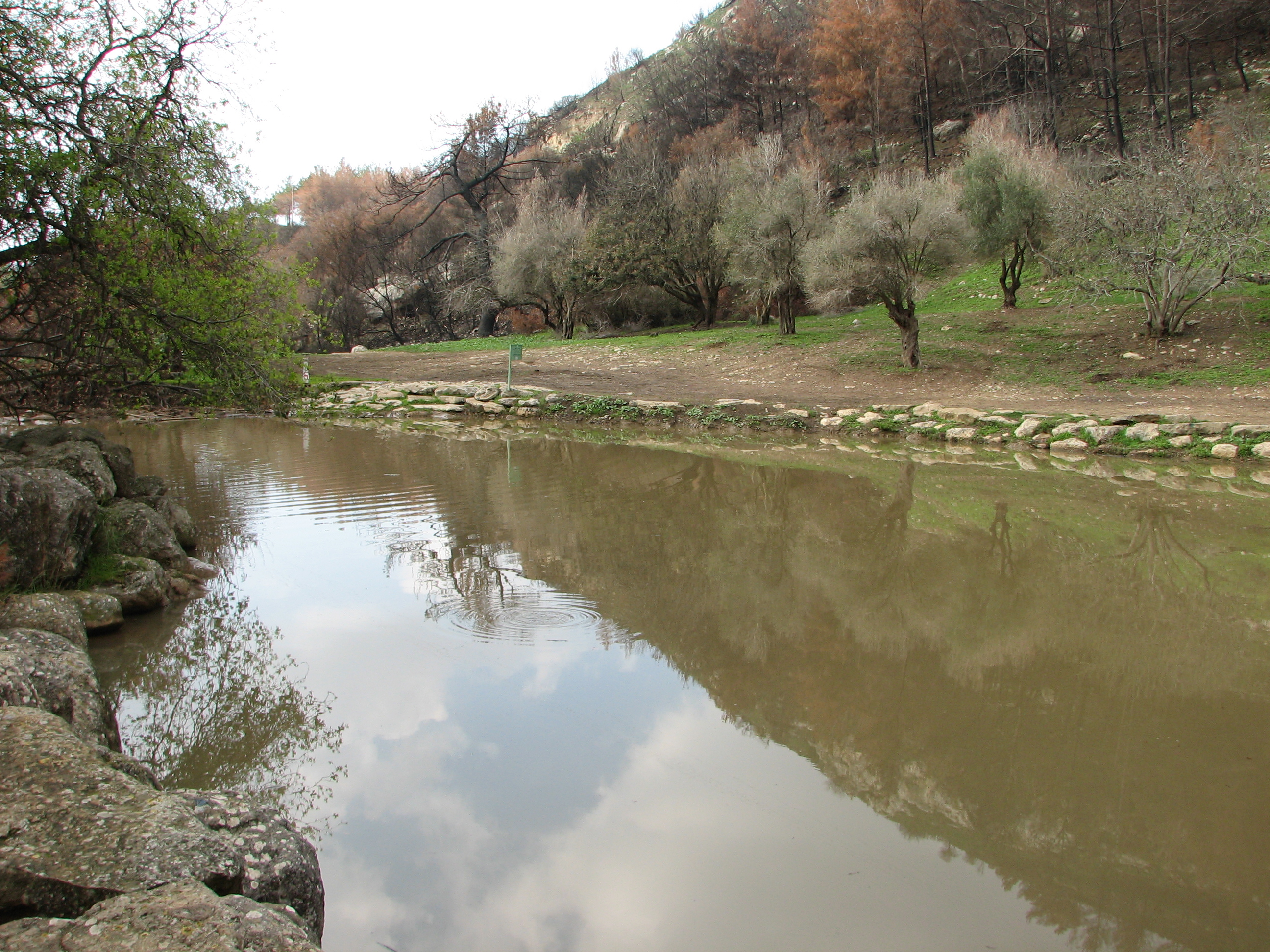
صورة في وادي الفلاح في حيفا

وادي الفلاح (بالعبرية "נחל אורן" - نحال أورن)، يبدأ مجرى الوادي بين قريتي عسفيا في الشمال الشرقي ودالية الكرمل في الغرب، ويجري في الجهة الغربية من منحدرات جبال الكرمل على بعد 10 كم جنوب حيفا ويمر بأراضي طيرة حيفا.
أول من نقّب في الموقع ستيكليس وبيزرايلي. عثر على أربعة عشر بيتاً في المستوى الثاني العائد إلى العصر الحجري الحديث ما قبل الفخاري PPNA، وبسبب انحدار الموقع من الشمال إلى الجنوب فقد هيئت أربع مصاطب مدرجة تتوزع بينها مساكن دائرية أو بيضوية قطرها بين 3-4 م، أرضية البيوت مطلية بالغضار مع موقد تحده أحجار وبلاطات قمعية وأثاث ثقيل، يقع المدخل في الجنوب الغربي (كوفان 1995: 80-81).